# Josefa Adao da Silva
Josefa Adao da Silva (* um 1963) ist eine osttimoresische Unabhängigkeitsaktivistin.

## Werdegang
Als Indonesien 1975 begann Osttimor zu besetzen, floh die damals 12-jährige Silva mit ihrer Familie in den Wald. Ihre Eltern und vier jüngere Geschwister starben 1978 an Krankheit und Hunger, nur sie und ihr älterer Bruder überlebten.
Später wurde Silva Mitglied im Widerstand, unterrichtete in der Widerstandsbasis Kinder und ging auf Patrouille. 1979 wurde sie von den Indonesiern gefangen genommen und in das Internierungslager in Remexio gebracht. Sie wurde deswegen mehrfach festgenommen und gefoltert. Die Soldaten wollten sie nach Java verschleppen, doch Mitarbeiter des Roten Kreuzes versteckten sie in ihrem Wagen und ihr gelang die Flucht zu ihrer Tante nach Dili. In Dare fand sie Zuflucht bei der Diözese.
Am 10. Juni 1980 wurde Silva erneut verhaftet, als sie gerade von einer Feier von Widerstandsmitgliedern heimkehrte. Mit der Feier sollten indonesische Soldaten von den Vorbereitungen für einen großangelegten Angriff abgelenkt werden. An diesem Tag griffen FALINTIL-Einheiten den Fernsehsender in Marabia, das Waffenlager der indonesischen B-Kompanie des Infanteriebataillons 744 in Becora und militärische Einrichtungen in Dare und Fatu Naba am Rande der Hauptstadt Dili an. Es war der erste größere Angriff, seit der fast völligen Zerschlagung der Widerstandsbewegung im Jahre 1978. Die Indonesier reagierten mit Vergeltungsmaßnahmen. Silva wurde verhört und wieder gefoltert. Ebenso ihr Onkel, Cousin und Bruder. Der Onkel verschwand kurz darauf für immer. Vom Kommandant der Militärprovinzkommandatur (Korem) wurde Silva vergewaltigt. Weitere Folterungen folgten. Sechs Monate war sie im Gefängnis Comarca eingesperrt. Dann wurde sie freigelassen.
Silva musste sich jeden Tag beim Korem melden. Ein Mitglied der Zivilverteidigungseinheit (Hansip) drohte ihre Familie zu töten, wenn sie ihn nicht heiratet. Silva willigte ein. 1984 wurde ihr Sohn geboren. Kurz danach bekam sie in Dili eine Anstellung als Beamtin bei der Ausweisausgabe für Zivilisten. Dies nutzte sie, um Ausweise für ihre Kameraden im Widerstand herzustellen. Da sie nun einen eigenen Job beim indonesischen Staat hatte, traute sie sich schließlich, ihren Mann zu verlassen. Als sie dies ihrem Ehemann mitteilte, versuchte er sie zu erschießen, verfehlte sie aber. Silva floh und zeigte ihn beim Kodim (Militärdistriktkommandatur) an. Der Mann wurde aus der Hansip entlassen und die Ehe geschieden. Ein Jahr später lernte Silva einen anderen Mann kennen und heiratete erneut.
Heute lebt das Ehepaar von einem kleinen Laden und Gartenbau.